# Ben Mates
Ben Mates (* 28. Oktober 1983 in Batemans Bay) ist ein ehemaliger australischer Snowboarder. Er startete in der Disziplin Halfpipe und nahm an zwei Olympischen Winterspielen sowie drei Snowboard-Weltmeisterschaften teil.

## Werdegang
Mates trat international erstmals bei den Juniorenweltmeisterschaften 2002 in Rovaniemi in Erscheinung. Dort kam er auf den 36. Platz im Snowboardcross und auf den 20. Rang in der Halfpipe. In der Saison 2002/03 nahm er in Whistler erstmals am Snowboard-Weltcup teil, wobei er den 21. Platz errang und belegte bei den Snowboard-Weltmeisterschaften 2003 am Kreischberg den 39. Platz. Zudem wurde er im September 2003 australischer Meister in der Halfpipe. In den folgenden Jahren errang er bei den Snowboard-Weltmeisterschaften 2005 in Whistler den 28. Platz und bei den Olympischen Winterspielen 2006 in Turin den 42. Platz. Außerdem erreichte er im März 2004 mit Platz neun in Bardonecchia seine erste Top-Zehn-Platzierung im Weltcup und siegte im August 2005 erneut bei den australischen Meisterschaften in der Halfpipe. In der Saison 2008/09 errang er mit Platz zwei in Gujō seine einzige Podestplatzierung im Weltcup und zum Saisonende mit dem zehnten Platz im Halfpipe-Weltcup sein bestes Gesamtergebnis. Beim Saisonhöhepunkt, den Snowboard-Weltmeisterschaften 2009 in Gangwon, belegte er den 44. Platz. In der folgenden Saison kam er bei den Olympischen Winterspielen 2010 in Vancouver auf den 17. Platz und absolvierte in Calgary seinen 36. und damit letzten Weltcup, welchen er auf dem siebten Platz beendete.

## Teilnahmen an Weltmeisterschaften und Olympischen Winterspielen

### Olympische Winterspiele
- 2006 Turin: 42. Platz Halfpipe
- 2010 Vancouver: 17. Platz Halfpipe

### Snowboard-Weltmeisterschaften
- 2003 Kreischberg: 39. Platz Halfpipe
- 2005 Whistler: 28. Platz Halfpipe
- 2009 Stoneham: 44. Platz Halfpipe

## Weltcup-Gesamtplatzierungen
| Saison  | Gesamt/Freestyle | Gesamt/Freestyle | Halfpipe | Halfpipe |
| Saison  | Punkte           | Platz            | Punkte   | Platz    |
| ------- | ---------------- | ---------------- | -------- | -------- |
| 2002/03 | -                | -                | 100      | 92.      |
| 2003/04 | -                | -                | 634      | 31.      |
| 2004/05 | -                | -                | 144      | 55.      |
| 2005/06 | 427              | 154.             | 427      | 49.      |
| 2007/08 | 852              | 106.             | 852      | 26.      |
| 2008/09 | 1440             | 52.              | 1440     | 10.      |
| 2009/10 | 496              | 128.             | 496      | 38.      |